# U 22 (Kriegsmarine)
De U 22 was een kleinere type IIB Duitse U-boot van de Kriegsmarine tijdens de Tweede Wereldoorlog. De commandant was kapitein-luitenant-ter-zee Karl-Heinrich Jenisch.

## OndergangU 22
De U 22 werd vermist sinds 27 maart 1940 in de Noordzee, nabij het Skagerrak, (Kattegat). 
De juiste positie is onbekend.
Mogelijk ging hij verloren door een zeemijn of door een aanvaring met de Poolse onderzeeboot ORP Wilk. Alle 27 opvarenden, waaronder hun commandant Karl-Heinrich Jenisch kwamen hierbij om.

## Commandanten
- Fregatkapitein Harald Grosse: Van 23 december 1936 tot 4 oktober 1937
- Kapitein-luitenant-ter-zee Werner Winter: Van 1 oktober 1937 tot 3 oktober 1939
- Kapitein-luitenant-ter zee Karl-Heinrich Jenish: Van 4 oktober 1939 tot 27 maart 1940 (+)